# Курма (деревня)
Курма́ — деревня в Ольхонском районе Иркутской области. Входит в Шара-Тоготское муниципальное образование.

## География
Расположена к северо-востоку — в 30 км от центра сельского поселения, села Шара-Тогот, и в 64 км от районного центра, села Еланцы, на юго-западном побережье Малого Моря озера Байкал. В полукилометре к северо-востоку от деревни находится озеро Курма, отделённое от Байкала узкой песчаной косой, длиной два километра и шириной до 25 метров.

## Население
| 2002 | 2010 | 2011 | 2012 |
| ---- | ---- | ---- | ---- |
| 14   | ↗41  | →41  | ↗45  |

По данным Всероссийской переписи, в 2010 году в деревне проживал 41 человек (27 мужчин и 14 женщин).